# KV59
A tumba KV59 (acrônimo de "King's Valley #59"), no Vale dos Reis em Egito, aparenta ser uma tumba apenas começada e não continha nenhum objeto ou fragmento.
Não há informações relativas à história, escavação ou descoberta da tumba. Este sítio pode ter sido descoberto por Howard Carter, mas já era conhecido por James Burton e Eugène Lefébure.
Exploração da tumba:
- 1825: James Burton, mapeamento
- 1889: Eugène Lefébure, mapeamento
- 1921: Howard Carter, mapeamento